# Enid Starkie
Enid Starkie (* 18. August 1897 in Killiney, Dún Laoghaire-Rathdown; † 21. April 1970 in Oxford) war eine irische Romanistin und Literaturwissenschaftlerin, die in England als Hochschullehrerin wirkte.

## Leben und Werk
Enid Starkie studierte in Dublin, Oxford und Paris. Dort promovierte sie 1928 mit der Arbeit Les sources du lyrisme dans la poésie d'Emile Verhaeren (Paris 1927). Sie promovierte zusätzlich in Oxford (Somerville College) über Arthur Rimbaud in Abyssinia (Oxford 1937, französisch: Paris 1938) und lehrte dort als Lecturer, später als Reader. Sie schrieb erfolgreiche Bücher über Charles Baudelaire, Gustave Flaubert und vor allem Arthur Rimbaud. Ihre (später zurückgenommene) These, Rimbaud sei Sklavenhändler gewesen, führte dazu, dass ihr Rimbaud-Buch von 1938 in Frankreich erst 1982 erschien. Des Weiteren findet sich in Julian Barnes’ Roman Flauberts Papagei eine kritische Auseinandersetzung mit einigen Thesen aus Starkies Flaubert-Biographie. 

Enid Starkie war Offizier der Ehrenlegion (1958) und Commander des Order of the British Empire (CBE) (1967).

Enid Starkie war die Schwester des Hispanisten Walter Starkie (1894–1976).

## Weitere Werke
- Baudelaire, London 1933, 1957, New York 1958, London 1967
- Arthur Rimbaud, London 1938, 2. Auflage 1947, 3. Auflage 1961; 1971 (Penguin Books); (deutsch: Berlin 1938, Hamburg 1948, 1963; München 1990 u. d. T. Das Leben des Arthur Rimbaud, neu hrsg. von Susanne Wäckerle; französisch:  übersetzt und hrsg. von Alain Borer,  Paris 1982, 1989)
- Petrus Borel en Algérie, Oxford 1950 (47 Seiten)
- André Gide, Cambridge 1953, Newhaven 1954 (63 Seiten)
- Arthur Rimbaud 1854-1954, Oxford 1954 (The Zaharoff lecture for 1954)
- Petrus Borel the lycanthrope. His life and times, London 1954
- From Gautier to Eliot. The influence of France on English literature 1851-1939, London 1960, 1962
- Flaubert. The making of the master, London, New York 1967, London 1971 (französisch: Flaubert. Jeunesse et maturité, Paris 1967, 1970); deutsch: Gustave Flaubert. Kindheit, Lehrzeit, frühe Meisterschaft, Hamburg/Düsseldorf, 1971
- Flaubert the master. A critical and biographical study (1856-1880), London 1971